# Hermann Rorschach
Hermann Rorschach (8. listopad 1884, Curych – 1. duben 1922, Herisau) byl švýcarský psycholog a psychiatr, autor nejznámějšího projektivního testu na světě, tzv. Rorschachova testu, který popsal prvně roku 1921 v knize Psychodiagnostik. Brzy nato zemřel a slávy svého hlavního objevu se tak již nedožil.
V mládí chtěl být malířem. Tento svůj zájem využil i při tvoření svého testu. Původní Rorschachův test tvoří deset karet s různými inkoustovými skvrnami. Pacient je vyzván, aby popsal, co ve skvrnách vidí, a je usuzováno, že do abstraktních tvarů bude projikovat (projektovat) nevědomé problémy či při asociacích osvědčí svou psychickou konstituci. Rorschach začal test vyvíjet nejprve s dětmi, povšiml si, že dětské asociace jsou u abstraktních obrázků tvořených skvrnami typické. Podobnou typičnost později objevil i u dospělých. Asociace zdravých, neurotických a psychotických jedinců se typicky liší. Test se stal symbolem psychologie jako takové a byl často citován a ironizován v populární kultuře (např. postava Rorschach v komiksu Watchmen – Strážci).
Byl žákem Eugena Bleulera, ovlivnil ho i Carl Gustav Jung svou teorií introverze a extroverze. Byl volně navázán na psychoanalytické hnutí.